# Польская социалистическая партия — левица
ППС — леви́ца, По́льская социалисти́ческая па́ртия — леви́ца (пол. PPS — Lewica, Polska Partia Socjalistyczna — Lewica) — партия польских социалистов-интернационалистов; фракция ППС, которая не поддерживала националистической политики «старой ППС» и связанной с нею террористической деятельности Боевой организации ППС (пол. Organizacja Bojowa Polskiej Partii Socjalistycznej; см. подробнее тут).

## История

### 1906—1918
ППС — левица была основана в Вене в 1906 году после IX съезда ППС, когда большинство руководящего органа ППС перешло к левым. После этого Юзеф Пилсудский и другие руководители Боевой организации ППС (БО ППС) отказались подчиняться руководству партии. Связанные с ними члены правой фракции «старых» покинули съезд за три дня до его окончания, а затем организовали в Кракове конференцию, на которой объявили о создании отдельной партии под названием «ППС — революционная фракция». Затем деятели левой фракции «молодых» приняли название «ППС — левица», выбрав председателем члена ЦК ППС Феликса Кона.
На X съезде в Тешине в декабре 1907 и в январе 1908 года ППС — левица отступила от идеи немедленного освобождения Польши, надеясь с помощью российских левых организаций свергнуть царскую власть путём рабочей революции и построить демократическую республику. ППС—левица участвовала в выборах в коалиции с Бундом, в 1912 году провела в IV Думу своего депутата Евгения Ягелло.
Во времена Первой мировой войны ППС—левица провозглашала пацифизм, участвовала в 1915 году в международной Циммервальдской конференции и в 1916 году в Кинтальской конференции.
Партия перестала существовать 16 декабря 1918 года, когда в результате объединения ППС — левицы и Социал-демократии Королевства Польского и Литвы (СДКПиЛ) была основана Коммунистическая рабочая партия Польши. Только «лодзка группа» (лодзьская группа) А. Щерковского «Рабочая оппозиция» перешла в ППС (революционную фракцию).

### 1926—1931
Второй раз партия под таким же названием возникла после того, как ППС в мае 1926 года поддержала государственный переворот Пилсудского. На конференции в Кракове 13 июня 1926 года от ППС отделилась левая фракция, создав партию под историческим названием «ППС — левица». Партия находилась под сильным влиянием Коммунистической партии Польши, и поэтому в феврале 1931 года польская полиция арестовала всех делегатов II съезда. Партия была распущена, часть её членов вернулась в ППС, часть вступила в КПП, часть в Независимую социалистическую партию труда.

## Персоналии
1906—1918
- Главные деятели: Фаддей Рехневский, Феликс Кон, Евгений Ягелло, Стефан Круликовский, Людвик Кшивицкий, Ян Строжецкий[пол.] (Стефан Громада), Мария Кошутская (Вера Костшева), Максимилиан Хорвиц (Генрик Валецкий), Мариян Белецкий, Бернард Шапиро, Станислав Хемпель, Антони Щерковский, Эстера Гольде, Наталия Гонсёровская-Грабовская;
- членом этой партии был также Болеслав Берут.

1926—1931
- Главные деятели: Тадеуш Дымовский, Станислав Берент, Влодзимеж Сокорский, Анджей Чума, Алфред Брунон Бем, Ромуальд Гадомский, Франтишек Полька

## Печать
Официальными печатными органами партии являлись:
1906—1918
- газеты «Робо́тник» (пол. Robotnik, «Рабочий»), «Глос Роботни́чы» (Głos Robotniczy, «Рабочий голос»);
- еженедельники «Ве́дза» (Wiedza, «Знание»), «Но́ве Жы́це» (Nowe Życie, «Новая жизнь»), «Сьвя́тло» (Światło, «Свет»), «Ку́зьня» (Kuźnia, «Кузница»);
- журнал «Мысьль Соцъялисты́чна» (Myśl Socjalistyczna, «Социалистическая мысль»);

1926—1931
- «Робо́цяж» (Robociarz, «Труженик»), «Глос пра́цы» (Głos Pracy, «Голос труда»).